# Polle
Polle – miasto w Sfederowanych Stanach Mikronezji, w stanie Chuuk. Według danych szacunkowych na rok 2008 liczy 2662 mieszkańców.¹